# ドゥッファ
ドゥッファ（英:DUFA）は、ドイツの時計、オルゴールメーカーである。

## 歴史
- 1869年、ザクセン州の北西部ライプツィヒに時計とオルゴールを製造するEtzold＆Popitzを創業。
- 1912年、テューリンゲン州に工場を設立。
- 1920年、DUFAが設立され、新工場を増築。
- 1930年、ドイツの名門KIENZLE社に引き継がれる。
- 2013年、腕時計「バウハウスコレクション」を立ち上げる。
- 2015年、日本初上陸。日本正規代理店はウエニ貿易。